# 張自忠路駅
張自忠路駅（ちょうじちゅうろえき）は中華人民共和国北京市東城区に位置する北京地下鉄5号線の駅。

## 駅構造
島式ホーム1面2線の地下駅。ホームドア完備。
| 5号線ホーム | ←5号線 宋家荘方面   |
| 5号線ホーム | 島式ホーム          |
| 5号線ホーム | 5号線 天通苑北方面→ |

## 駅周辺
- 北京富麗華賓館
- 平安府賓館

### バス路線
- 116番 竜潭公園-城鉄柳芳駅
- 684番 宋家荘枢紐駅-恵新東橋南
- 13番 小営公交場駅-西城三里河
- 106番 北京南駅-東直門枢紐駅
- 664番 地鉄西二旗駅-地鉄苹果園公交場駅
- 夜10内 東直門-東直門

## 歴史
- 2007年10月7日 - 開業。

## 隣の駅
北京地下鉄
■5号線
東四駅 - 張自忠路駅 - 北新橋駅